# هوراس جوين
هوراس جوين (5 أكتوبر 1912 – 16 أبريل 2001) هو ملاكم كندي راحل، مثّل بلاده في الألعاب الأولمبية الصيفية 1932.

## روابط خارجية
هوراس جوين على موقع بوكس ريك (الإنجليزية) (registration required)
- هوراس جوين على موقع اللجنة الأولمبية الدولية (الإنجليزية)
- هوراس جوين على موقع أوليمبيديا (الإنجليزية)
- هوراس جوين على موقع قاعة كندا للمشاهير الرياضية (الإنجليزية)